# Diocèse de Beihai
Le diocèse de Beihai (Dioecesis Pehaevensis) ou de Pakhoi (en cantonais) est un siège de l'Église catholique en République populaire de Chine, suffragant de l'archidiocèse de Canton.

## Territoire
Son territoire s'étend sur la partie méridionale de la province du Guangdong (autrefois Kwangtung).
Le siège est à Zhanjiang (avant 1946 : Fort-Bayard) où se trouve la cathédrale Saint-Victor.

## Histoire
La région est évangélisée à la fin du XIXe siècle par les prêtres des Missions étrangères de Paris, et le territoire du Kouang-Tchéou-Wan est concédé par bail à la France en 1899 et rattaché ensuite à l'Indochine française. Il dépend du vicariat apostolique d'Hanoï.
Dans l'arrière-pays, le vicariat apostolique du Kuongtong-Occidental et de Hainan est érigé le 1er août 1920 par la bulle Si ulla unquam de Benoît XV par partition du vicariat apostolique de Canton (aujourd'hui archidiocèse). L'administration du vicariat est transférée à Fort-Bayard en 1921. Le 3 décembre 1924, il prend le nom de vicariat apostolique de Pakhoi où se trouvait l'évêché et la petite cathédrale.
Le 5 avril 1929, il cède une portion de territoire à l'avantage de la nouvelle mission sui juris de Hainan (aujourd'hui préfecture apostolique). En 1943, le Kouang-Tchéou-Wan est occupé par le Japon. Il est ensuite rattaché à la Chine en 1946.
Le 11 avril 1946, le vicariat apostolique est élevé au rang de diocèse par la bulle Quotidie Nos de Pie XII. La prise de pouvoir de la Chine communiste, le 1er octobre 1949, provoque la fin des missions dans les mois suivants. En 1950, le diocèse comptait un peu plus de 15 000 baptisés pour environ 3 200 000 habitants.
En 2004, un accord aurait été trouvé entre Rome et l'association catholique patriotique chinoise pour reconnaître l'évêque Paul Su Yong-da, choisi par cette dernière. Mais il semble que cette association ait remodelé les contours du diocèse (renommé par elle diocèse de Zhanjiang) sans l'accord de Rome, avec désormais le siège dans cette ville.

## Ordinaires
- Auguste Gauthier (zh) M.E.P., 1er juin 1921-12 mai 1927
- Gustave Deswazières M.E.P., 15 février 1928-novembre 1928
- Louis Pénicaud M.E.P., 16 décembre 1929-février 1940
- Gustave Deswazières M.E.P., 27 novembre 1940-22 février 1959 (expulsé de Chine en 1950)
- Sede vacante
- Paul Su Yong-da, depuis le 9 novembre 2004